# Berliner Betriebsrätezentrale
Die Berliner Betriebsrätezentrale war ein Koordinationsgremium der Berliner Betriebsräte in der Endphase der Novemberrevolution.

## Geschichte
Die Betriebsrätezentrale stand in der Tradition der in der Novemberrevolution entstandenen Rätebewegung, die in der Industriemetropole Berlin besonders starken Rückhalt hatte. Bereits 1919 gerieten jedoch die nach Stadtbezirken gewählten politischen Arbeiterräte ins Hintertreffen und wurden durch neu gewählte Organe der Kommunalverwaltung abgelöst. Nur in den Betrieben blieben ökonomisch orientierte Fabrik- oder Betriebsräte. Im Anschluss an die Revolution erhoffte sich die sozialistisch ausgerichtete Betriebsrätezentrale auch  Kontroll- oder Verfügungsrechte über die eigentliche Produktion in den Betrieben. Sie nahm deshalb auch am Protest gegen das Betriebsrätegesetz teil, das die Betriebsräte lediglich als mitwirkendes, nicht als umfassend mitentscheidendes Organ festlegen sollte. Stattdessen sollten sie sich ausschließlich sozialen Fragen innerhalb der Betriebe widmen und bekamen ein Mitspracherecht bei Einstellungen und Entlassungen. Trotz des Widerstands wurde das Gesetz im Februar 1920 beschlossen und gab den Betriebsräten nun eine mitwirkende, nicht revolutionäre gesetzliche Form.
Ziel der Berliner Betriebsrätezentrale um Richard Müller und Ernst Däumig, die beide als Führer der Berliner Revolutionären Obleute seit der Novemberrevolution bekannt waren, sollte es sein, die Betriebsräte unabhängig von den Gewerkschaften als politische Kraft zu bündeln, um so den Impuls der Rätebewegung zu erhalten. Auf dem ersten Reichskongress der Betriebsräte im Oktober 1920 wurde jedoch die Unterordnung der Betriebsräte unter die Gewerkschaften des ADGB beschlossen. Das Konzept der Berliner Betriebsrätezentrale konnte sich nicht durchsetzen, auch wenn es einiges an Unterstützung erhielt.
In der Folge wandelte sich die Betriebsrätezentrale zum Parteiorgan der KPD, der einzigen Partei, die den Rätegedanken weiterhin vertrat. Als Reichsgewerkschaftszentrale hatte sie nun die Aufgabe, der KPD nahestehende Betriebsräte und Gewerkschaftsgruppen zu bündeln.